# Morića han
Morića han je han sagrađen 1551. godine u Sarajevu, Bosna i Hercegovina. Jedan je od objekata izgrađenih sredstvima Gazi Husrev-begovog vakufa (zadužbine). Nalazi se u ulici Sarači.

## Naziv hana
Hanovi su svojevremeno bili nazivani po handžijama odnosno zakupcima hanova. Evlija Čelebija je zapisao da je 1659. godine ovaj han bio poznat kao Hadži Beširov han. Ime pod kojim je danas poznat han je dobio u prvoj polovini 19. veka po prvim zakupcima hana; Mustafa-agi Moriću i njegovom sinu Ibrahim-agi.

## Funkcionisanje hana
Trgovci i putnici su osim prenoćišta u ovakvim hanovima mogli naći kupce i prodati svoju robu bez direktnog  izlaska na pijacu. Morića han je više puta izgoreo u požarima i obnavljan. U njemu je 1878. godine formirana Narodna vlada Bosne i Hercegovine kada su okupljeni građani Sarajeva uputil protest protiv Austrougarske okupacija Bosne i Hercegovine. Han je rekonstruisan u periodu 1971—1974. godine. i predat na korišćenje ugostiteljskom društvenom preduzeću „Balkan“ — otvoren je 15. maja 1977. Prilikom rekonstrukcije su na zidovima hana kaligrafskim pismom ispisani stihovi Omara Hajama, najvećeg pesnika persijske lirike. Odlukom sarajevske opštine Stari Grad je 1998. godine han vraćen u vlasništvo „Gazi Husrev-begovog vakufa“ (zadužbine). Uprava zadužbine je iznajmila prostor hana za obavljanje delatnosti koje se uklapaju u istorijski ambijent hana. Zbog toga su u okviru hana u prizemlju smešteni prodavnica persijskih ćilima, nacionalni restoran, kafana i turistička agencija. Na spratu su prostorije izdate raznim udruženjima građana kao što su Mladi muslimani, Ilmije, Ljubitelji arapskog jezika, Savez logoraša i humanitarna organizacija.

## Spoljašnje veze
- Tekst o Morića hanu na internet portalu Sarajeva
- Tekst o Morića hanu na internet sajtu Gazi Husrev-begovog vakufa